# مارک گالگو
مارک گالگو (انگلیسی: Marc Gallego؛ زادهٔ ۱۳ اوت ۱۹۸۵) بازیکن فوتبال اهل آلمان است.
از باشگاه‌هایی که در آن بازی کرده‌است می‌توان به باشگاه فوتبال کارلسروهه، باشگاه فوتبال اف‌اس‌وی فرانکفورت، و اشپورت فقاند زیگن اشاره کرد.